# Hidrolândia (ort i Brasilien, Goiás, Hidrolândia, lat -16,96, long -49,23)
Hidrolândia är en ort i Brasilien.   Den ligger i kommunen Hidrolândia och delstaten Goiás, i den sydöstra delen av landet, 190 km sydväst om huvudstaden Brasília. Hidrolândia ligger 824 meter över havet och antalet invånare är 7 082.
Terrängen runt Hidrolândia är huvudsakligen platt, men åt nordost är den kuperad. Terrängen runt Hidrolândia sluttar österut. Runt Hidrolândia är det glesbefolkat, med 15 invånare per kvadratkilometer.. Närmaste större samhälle är Aparecida de Goiânia, 15,5 km norr om Hidrolândia.
Omgivningarna runt Hidrolândia är huvudsakligen savann.